# Équipe de Nouvelle-Zélande de rugby à XV au tri-nations 2003
 (avril 2023).
Si vous disposez d'ouvrages ou d'articles de référence ou si vous connaissez des sites web de qualité traitant du thème abordé ici, merci de compléter l'article en donnant les références utiles à sa vérifiabilité et en les liant à la section « Notes et références ».
L'Équipe de Nouvelle-Zélande de rugby à XV au tri-nations 2003 est composée de 24 joueurs. Elle termine première de la compétition avec 18 points et quatre victoires. C'est le cinquième titre des All-Blacks dans la compétition. Le meilleur réalisateur est Carlos Spencer avec 60 points et le meilleur marqueur est Joe Rokocoko avec six essais.

## Effectif

### Première ligne
- David Hewett
- Kees Meeuws
- Greg Somerville
- Keven Mealamu
- Mark Hammett

### Deuxième ligne
- Chris Jack
- Ali Williams

### Troisième ligne
- Reuben Thorne  (capitaine)
- Brad Thorn
- Richie McCaw
- Jerry Collins
- Marty Holah
- Rodney So'oialo

### Demi de mêlée
- Justin Marshall
- Steve Devine

### Demi d’ouverture
- Carlos Spencer
- Daniel Carter

### Trois quart centre
- Tana Umaga
- Caleb Ralph
- Aaron Mauger

### Trois quart aile
- Doug Howlett
- Joe Rokocoko

### Arrière
- Mils Muliaina
- Leon MacDonald